# Giuseppe Pasotto
Giuseppe Pasotto (Bovolone, 6 juli 1954) is een Italiaans geestelijke en bisschop van de Rooms-Katholieke Kerk.
Pasotto studeerde aan het seminarie van de Congregatie van de Heilige Stigmata van onze Heer Jezus Christus en werd op 12 mei 1979 priester gewijd door kardinaal Lucas Moreira Neves. In 1993 gaf hij gevolg aan een verzoek van de Heilige Stoel om in Georgië op te treden als vertegenwoordiger van de Latijnse ritus in dat land. Dit alles was mogelijk geworden door het uiteenvallen van de Sovjet-Unie. In 1996 benoemde paus Johannes Paulus II hem tot apostolisch administrator van de Apostolische administratie Kaukasus, die even daarvoor door diezelfde paus was opgericht.
In 2000 werd Pasotto benoemd tot titulair bisschop van Musti. Hij ontving zijn bisschopswijding uit handen van de paus zelf in de Sint-Pietersbasiliek te Rome. In 2005 organiseerde hij een synode voor de Kaukasus. Tijdens de Russisch-Georgische Oorlog in 2008 zei bisschop Pasotto over de West-Europese afzijdigheid: "De mensen in het Westen hebben makkelijk praten, terwijl de mensen hier bang zijn voor de Russische reus"